# Korzenica (województwo łódzkie)
Korzenica – wieś w Polsce położona w województwie łódzkim, w powiecie sieradzkim, w gminie Błaszki.
W latach 1975–1998 miejscowość administracyjnie należała do województwa sieradzkiego. Według Narodowego Spisu Powszechnego (III 2011 r.) liczyła 118 mieszkańców. W kolejnym NSP (III 2021 r.) liczba mieszkańców spadła do 102.